# 2022年冬季奥林匹克运动会阿尔巴尼亚代表团
2022年冬季奥林匹克运动会阿尔巴尼亚代表团是阿尔巴尼亚所派出的2022年冬季奥林匹克运动会代表团。这是该国第五次参加冬季奥运。

## 高山滑雪
根据国际滑雪联合会公布的各代表团所获席位列表，阿尔巴尼亚在高山滑雪项目上共可派出一名男选手参赛。阿尔巴尼亚队指定丹尼·杰帕代表国家参赛。
| 运动员    | 项目       | 第一次 | 第一次 | 第二次 | 第二次 | 总计    | 总计 |
| 运动员    | 项目       | 时间   | 排名   | 时间   | 排名   | 时间    | 排名 |
| --------- | ---------- | ------ | ------ | ------ | ------ | ------- | ---- |
| 丹尼·杰帕 | 男子大曲道 | DNF    | DNF    | DNF    | DNF    | DNF     | DNF  |
| 丹尼·杰帕 | 男子曲道   | 58.32  | 34     | 54.96  | 29     | 1:53.28 | 28   |